# Aritmetica di Robinson
L'aritmetica di Robinson, denotata solitamente con Q in logica matematica, è una teoria del primo ordine, definita per la prima volta da Raphael M. Robinson nel 1950 che ha come assiomi propri una versione ridotta degli assiomi di Peano in cui è assente il principio di induzione e c'è l'aggiunta di un assioma che afferma che ogni numero naturale diverso da zero è successore di qualche altro numero (cosa che nell'aritmetica di Peano è dimostrabile per induzione). L'interesse dell'aritmetica di Robinson per la logica risiede nel fatto che è la teoria più debole in cui è possibile rappresentare tutte le funzioni ricorsive primitive e di conseguenza è anche la teoria più debole a cui sia applicabile il primo dei teoremi di incompletezza di Gödel.

## Definizione
Il linguaggio di Q è il linguaggio dell'aritmetica del primo ordine.
Gli assiomi di Q sono costituiti dagli assiomi logici, gli assiomi per l'uguaglianza e i seguenti assiomi propri:
(Q1) {\displaystyle \forall x\neg (S(x)=0)}
- esprime il fatto che 0 non è il successore di alcun numero;

(Q2) {\displaystyle \forall x\forall y(S(x)=S(y)\rightarrow x=y)}
- esprime il fatto che numeri diversi hanno successori diversi, cioè la funzione successore è una funzione iniettiva;

(Q3) {\displaystyle \forall x(\neg (x=0)\to \exists y(x=S(y)))}
- esprime il fatto che ogni numero diverso da 0 è il successore di qualche altro numero;

(Q4) {\displaystyle \forall x(x+0=x)}

(Q5) {\displaystyle \forall x\forall y(x+S(y)=S(x+y))}
- questa coppia di assiomi definisce ricorsivamente l'addizione;

(Q6) {\displaystyle \forall x(x\times 0=0)}

(Q7) {\displaystyle \forall x\forall y(x\times S(y)=(x\times y)+x)}
- questa coppia di assiomi definisce ricorsivamente la moltiplicazione.

## Incompletezza di Q
Come accennato, Q è una teoria incompleta. Questo fatto si può vedere senza bisogno di invocare i teoremi di Gödel, dal momento che esiste un semplice enunciato indecidibile in Q: che è quello che afferma la proprietà commutativa dell'addizione
{\displaystyle \forall x\forall y(x+y=y+x).}
Per mostrare che è indecidibile si costruisce un modello non standard di Q che non rispetti la proprietà commutativa dell'addizione: consideriamo ad esempio un modello composto dall'unione dell'insieme dei numeri naturali N con un insieme di due elementi "estranei" {a,b}. Definiamo la funzione "successore" per a e b come
S(a):=a
S(b):=b
è facile verificare che S rispetta gli assiomi (Q1), (Q2) e (Q3) sui successori; a questo punto, estendiamo all'insieme N∪{a,b} l'operazione +, compatibilmente con S e gli assiomi (Q4) e (Q5), ponendo:
a+n:=a per ogni n pari in N
a+n:=b per ogni n dispari in N
b+n:=b per ogni n pari in N
b+n:=a per ogni n dispari in N
n+a:=b per ogni n in N
n+b:=a per ogni n in N
a+a:=b
b+b:=a
a+b:=a
b+a:=b
si può verificare che l'operazione definita rispetta gli assiomi (Q4) e (Q5). È possibile anche estendere la moltiplicazione in N∪{a,b} in modo da verificare gli assiomi (Q6) e (Q7): quello che è rilevante invece è che l'operazione "+" appena definita non commuta: a+b=a mentre b+a=b. Deduciamo che in Q non è possibile, partendo dagli assiomi, dimostrare la formula che afferma la proprietà commutativa della somma. D'altra parte, in Q non è possibile nemmeno dimostrare la sua negazione perché l'enunciato è vero nel modello standard dei numeri naturali. Concludiamo che l'enunciato che esprime la proprietà commutativa è indecidibile in Q.